# Rondo (Graz)

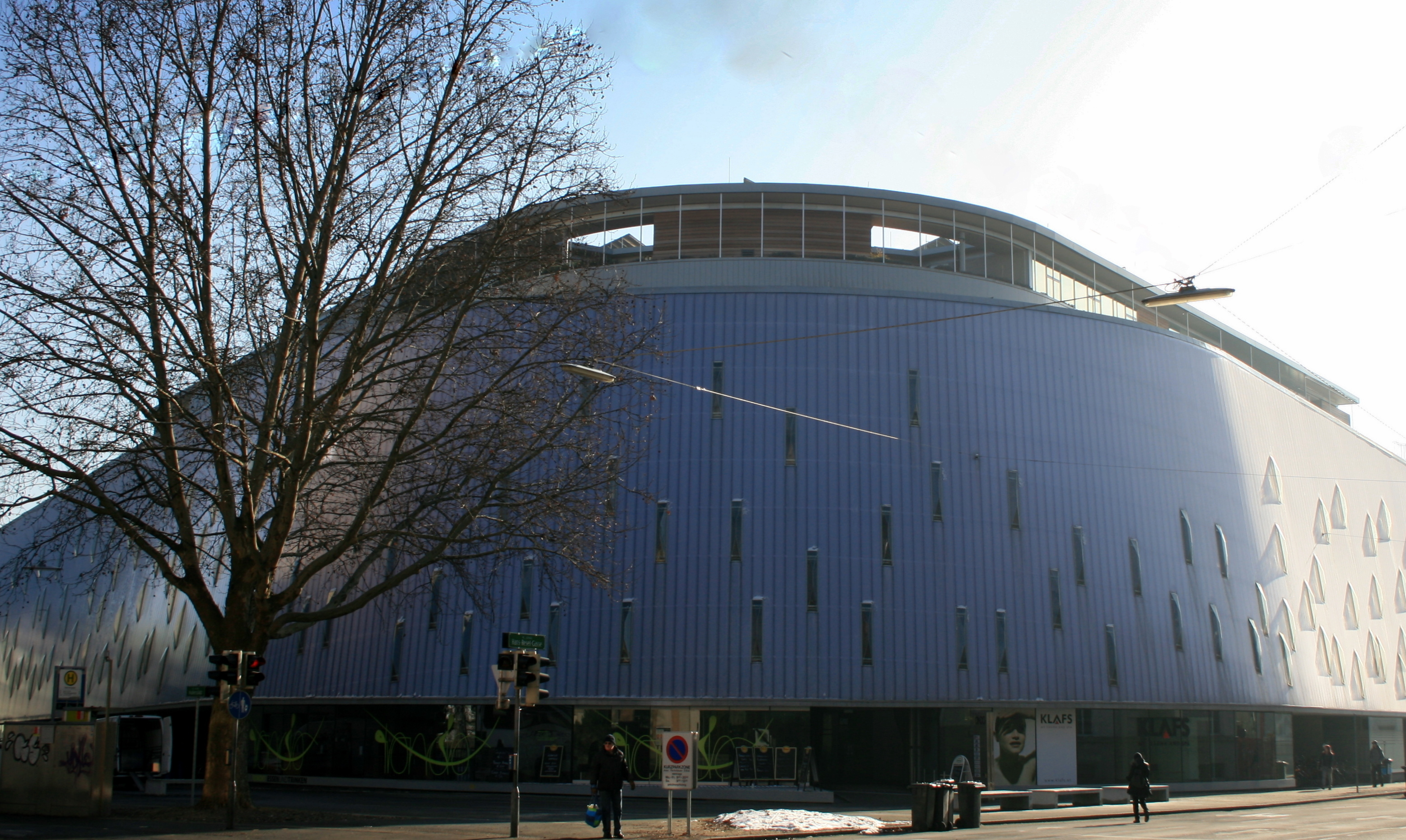
Das „Rondo“

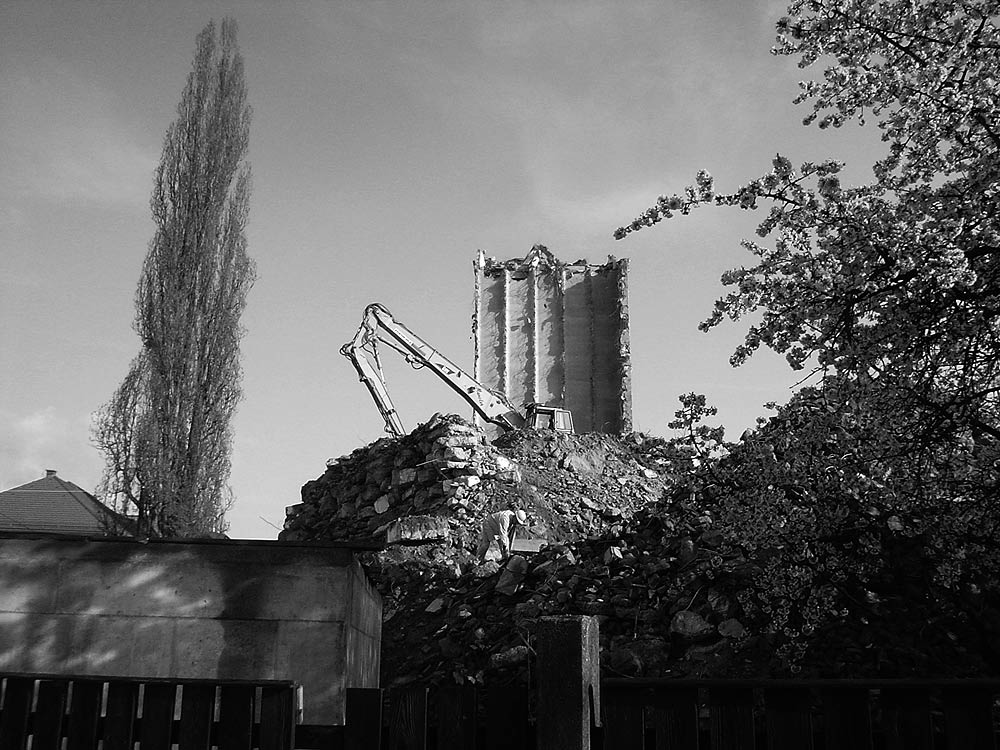
Im Jahr 2005 wich die turmhohe Marienmühle dem „Rondo“

Das Rondo/Marienmühle ist ein 2007 fertiggestelltes Gebäude in Graz, in dem neben Wohn-, Büro- und Geschäftsräumen auch Ateliers für Künstler untergebracht sind. Architekt war Markus Pernthaler. Das siebenstöckige Bauwerk bietet 7.500 Quadratmeter Wohnfläche und 5.000 Quadratmeter Arbeitsraum. Der Name Rondo leitet sich aus der halbrunden Form des Gebäudes ab. Die Ateliers im Rondo werden vom Land Steiermark und der Stadt Graz finanziert und stehen den Künstlern mietfrei zur Verfügung. Das Gebäude befindet sich im Bezirk Lend in der Nähe des Hauptbahnhofs.

## Geschichte
Graz wird, wie viele andere Städte auch, in ein linkes und in ein rechtes Flussufer unterteilt. Die Bewohner der beiden Stadthälften unterscheiden sich historisch durch ihre soziale und politische Ausrichtung. Westlich der Mur waren traditionell Handwerker, Arbeiter und sozial benachteiligte Personengruppen zu Hause. Auch der Marienplatz, an dem das Rondo gebaut wurde, liegt hier.
Bis zum Jahr 2005 befand sich an diesem Standort die Marienmühle. Sie wurde Ende der 1980er-Jahre geschlossen und stand danach lange leer. Ein Ziel des Projekts Rondo/Marienmühle von Markus Pernthaler ist es, das rechte Murufer aufzuwerten. Diese sozioökonomische Strukturwandel wird Gentrifizierung genannt und ist im Grazer Bezirk Lend seit etwa Mitte der 2000er-Jahre verstärkt zu beobachten.

## Architektur
Die Front des Baues bildete eine gekrümmte, durchscheinende Membran aus Polycarbonatstegplatten. Der Bogen des Hauses ist in drei Bauteile gegliedert: A, B und C. Diese streifen die Hans-Resel-Gasse, den Marienplatz und die Mühlgasse. Es gibt 66 Wohnungen ab ca. 90 Quadratmetern. Diese setzen sich aus drei Kategorien zusammen: Penthäuser, Maisonetten und Standard-Wohnungen. Zudem gibt es im Haus 10 Büro- und Geschäftseinheiten zwischen 200 und 800 Quadratmetern. Sie befinden sich vor allem im Erdgeschoß sowie im mittleren Bauteil.
Zur Straße hin wirkt die violette Fassade geschlossen und grenzt das Haus von seiner Umgebung ab. Große Teile dieser Fassade hielten einem Sturm am 27. Jänner 2008 nicht stand, wurden aus der Verankerung gerissen und stürzten auf die Straße. Das Gebäude soll ästhetisch und funktionell zugleich sein. Der Bau umschließt eine alte Parkanlage, die vom Mühlgang durchflossen wird. In dieser Parkanlage befindet sich ein Pavillon des Grazer Architekten Herbert Eichholzer, der 1943 von den Nazis hingerichtet wurde und als Symbol des Widerstandes gegen das NS-Regime gilt. Diese Grünfläche soll zur Erholung der Bewohner des Hauses dienen.

## Ateliers
Im vierten Stock des Rondos sind die Künstler untergebracht. Hier befinden sich acht Arbeitsateliers, die jährlich vergeben werden, und vier Wohnateliers, die halbjährlich vergeben werden. Die Ateliers sind für Künstler und Theoretiker vorgesehen und werden mittels einer Ausschreibung von der Instyria Kultur Service Gesellschaft vergeben und betreut. Mit ihnen soll vor allem der künstlerische Austausch zwischen verschiedensten Künstlern und Kunstdisziplinen gefördert werden. Die Ateliers sind mietfrei und werden von Stadt und Land finanziert, die Künstler müssen lediglich die Betriebskosten selbst tragen.

### Arbeitsateliers
- Verein elevate, Arbeitsatelier 2007/08
- Siegmar Brecher, Arbeitsatelier 2010
- Joanna Wozny, Arbeitsatelier 2012
- Maria Zottler, Arbeitsatelier 2014[2]

### Wohnateliers
- Gregory Maass & Nayoungim, Deutschland & Südkorea, Wohnatelier 2007/08
- Lena Chamamyan, Syrien, Wohnatelier 2010
- Selman Trtovac, Serbien, Wohnatelier 2012